# (100409) 1996 AX8
(100409) 1996 AX8 es un asteroide perteneciente al cinturón de asteroides, descubierto el 13 de enero de 1996 por el equipo del Spacewatch desde el Observatorio Nacional de Kitt Peak, Arizona, Estados Unidos.

## Designación y nombre
Designado provisionalmente como 1996 AX8.

## Características orbitales
1996 AX8 está situado a una distancia media del Sol de 2,739 ua, pudiendo alejarse hasta 2,805 ua y acercarse hasta 2,673 ua. Su excentricidad es 0,024 y la inclinación orbital 3,283 grados. Emplea 1655 días en completar una órbita alrededor del Sol.

## Características físicas
La magnitud absoluta de 1996 AX8 es 16,1.